# Stazione di Reading
La stazione di Reading è la principale stazione ferroviaria di Reading, una delle più importanti in Inghilterra.